# IC 711
IC 711 је елиптична галаксија у сазвјежђу Велики медвјед која се налази на листи објеката дубоког неба у Индекс каталогу.
Деклинација објекта је + 48° 57' 22" а ректасцензија 11h 34m 46,5s. Привидна величина (магнитуда) објекта IC 711 износи 14,1 а фотографска магнитуда 15,1. IC 711 је још познат и под ознакама MCG 8-21-62, CGCG 242-53, PGC 35780.